# Kerivoula phalaena
Kerivoula phalaena (Thomas, 1912) è un pipistrello della famiglia dei Vespertilionidi diffuso nell'Africa occidentale ed orientale.

## Descrizione

### Dimensioni
Pipistrello di piccole dimensioni, con la lunghezza totale tra 63 e 79 mm, la lunghezza dell'avambraccio tra 25 e 30 mm, la lunghezza della coda tra 32 e 42 mm, la lunghezza del piede tra 6 e 7,2 mm, la lunghezza delle orecchie tra 11 e 14 mm e un peso fino a 5 g.

### Aspetto
La pelliccia è lunga, densa, lanosa ed arricciata. Le parti dorsali sono bruno-rossastre chiare, fulve o bruno-grigiastre con la base dei peli più scura, mentre le parti ventrali sono più chiare e meno rossastre. Il muso è lungo, appuntito e nascosto nel denso pelame facciale. Gli occhi sono piccolissimi. Le orecchie sono marroni, ben separate tra loro e a forma di imbuto. Il trago è lungo ed affusolato. Le membrane alari sono bruno-nerastre. La lunga coda è completamente inclusa nell'ampio uropatagio, il quale ha il margine libero frangiato e la superficie dorsale cosparsa di pochi piccoli peli.

## Biologia

### Comportamento
Un individuo è stato catturato in un nido di una silvia.

### Alimentazione
Si nutre di insetti probabilmente catturati sulla vegetazione.

## Distribuzione e habitat
Questa specie è diffusa nella Guinea sud-orientale, Liberia, Costa d'Avorio, Ghana, Camerun meridionale, Repubblica Democratica del Congo centro-occidentale, Ruanda e Uganda sud-occidentale.
Vive nelle foreste pluviali di pianura e costiere, foreste montane fino a 2.400 metri di altitudine.

## Conservazione
La IUCN Red List, considerato il vasto areale e la popolazione presumibilmente numerosa, classifica K.phalaena come specie a rischio minimo (Least Concern)).